# Kathrin Richter
Kathrin Richter (* 1961 in München) ist eine deutsche Drehbuchautorin und Regisseurin.

## Leben
Richter wurde 1961 in München geboren und studierte an der Hochschule für Fernsehen und Film München. Ihr erstes Drehbuch für einen Langspielfilm, welches sie mit Ralf Hertwig verfasste, wurde von Rainer Kaufmann verfilmt und 1994 unter dem Titel Einer meiner ältesten Freunde veröffentlicht. Der Film wurde für einen Grimme-Preis nominiert und mit dem Max-Ophüls-Preis ausgezeichnet. 1996 schrieb und inszenierte Richter den TV-Film Mutproben mit Lilly Tschörtner und Sophie Schulz in den Hauptrollen. In den Jahren danach folgten zahlreiche weitere Kollaborationen mit Kaufmann, wie zum Beispiel bei Kalt ist der Abendhauch (2000), Bella Block: Blackout (2007), Beste Bescherung (2013) oder Die Puppenspieler (2017). Ihr Drehbuch zu Helen, Fred und Ted, das sie gemeinsam mit Gabriela Sperl schrieb, wurde 2007 für den Deutschen Fernsehpreis 2007 nominiert.
Kathrin Richter ist Mitglied der Deutschen Filmakademie. Gemeinsam mit Lea Schmidbauer wurde sie 2024 als Professorin an die HFF München berufen, um in Nachfolge von Michael Gutmann als Doppelspitze die Leitung der Abteilung Drehbuch zu übernehmen.

## Filmografie (Auswahl)
- 1994: Einer meiner ältesten Freunde
- 1996: Mutproben (auch Regie)
- 1997: Die Apothekerin
- 2000: Kalt ist der Abendhauch
- 2001: Der Zimmerspringbrunnen
- 2002: Donna Leon – Nobiltà (Fernsehserie)
- 2003: Verschwende deine Jugend
- 2003: Donna Leon – Venezianisches Finale
- 2004: Donna Leon – Acqua Alta
- 2006: Helen, Fred und Ted
- 2007: Bella Block: Blackout (Fernsehreihe)
- 2007: Ein fliehendes Pferd
- 2008: Das Beste kommt erst
- 2008: Mein Herz in Chile
- 2010: Racheengel – Ein eiskalter Plan
- 2013: Spieltrieb
- 2013: Beste Bescherung
- 2014: Ich will dich
- 2017: Die Puppenspieler
- 2019: Eine ganz heiße Nummer 2.0
- 2020: Solo für Weiss – Schlaflos
- 2023: Schnee (Fernsehserie)